# Metallus lanceolatus
Metallus lanceolatus är en stekelart som först beskrevs av Thomson 1870.  Metallus lanceolatus ingår i släktet Metallus, och familjen bladsteklar. Arten är reproducerande i Sverige.